# Holandija
Holandija ali Holandska (nizozemsko Holland) je zgodovinska in kulturna dežela na zahodnem Nizozemskem. Na tem območju se govori nizozemsko.
Holandija je geografska regija in nekdanja provinca na zahodni obali Nizozemske. Od 10. do 16. stoletja je bila Holandija enotna politična regija v okviru Svetega rimskega cesarstva kot grofija, ki so ji vladali grofje Holandski. Do 17. stoletja je provinca Holandija postala pomorska in gospodarska sila, ki je prevladovala v drugih provincah nove neodvisne Republike Nizozemske.
Območje nekdanje grofije Holandije približno sovpada z dvema sedanjima Nizozemskima provincama Severna Holandija in Južna Holandija, na Kateri je bila razdeljena, in ki skupaj vključujeta tri največja nizozemska mesta: glavno mesto (Amsterdam),   največje evropsko pristanišče (Rotterdam), in sedež vlade (Haag). Holandija je novembra 2019 imela 6,583,534 prebivalcev.
Ime Holandija se pogosto uporablja tudi neuradno za označevanje celotne države Nizozemske. Ta običajna uporaba je splošno sprejeta v drugih državah, uporabljajo pa jo celo sami Nizozemci.

## Etimologija in terminologija
Ime Holland se je prvič pojavilo v listinah za regijo okoli Haarlema, do leta 1064 pa je bilo uporabljeno kot ime celotne grofije. Do začetka dvanajstega stoletja so se prebivalci Holandije v  latinskih besedilih imenovali Hollandi. Holland izhaja iz staronizozemskega izraza holtlant (gozdna-dežela). Ta različica je ostala v uporabi do približno 14. stoletja, takrat se je ime stabiliziralo kot Holland (takratni alternativni črkovanji sta bili Hollant in Hollandt). 
Holandija se neuradno uporablja v drugih jezikih, včasih celo v nizozemščini, s pomenom za celotno državo Nizozemsko. Ta primer pars pro toto ali zamenjani pomen je podoben težnji, da se Združeno kraljestvo imenuje Anglija. 
Med letoma 1806 in 1810 je bila Holandija uradno ime za celotno okrožje, potem ko je Napoleon postavil svojega brata Ludvika Bonaparteja za monarha Holandske kraljevine.

## Zgodovina
Sprva je bila Holandija oddaljen kotiček Svetega rimskega cesarstva. Postopoma se je njen regionalni pomen povečeval, dokler ni začel odločilno in na koncu prevladujoče vplivati na zgodovino Nizozemske.

### Grofija Holandija
Do začetka 12. stoletja so bili prebivalci območja, ki je postalo Holandija, znani kot Frizijci. Območje je bilo sprva del Frizije. Konec 9. Stoletja je Zahodna Frizija postala ločena grofija v Svetem rimskem cesarstvu. Prvi znani grof je bil Dirk I., ki je vladal od 896 do 931. Nasledila ga je dolga vrsta grofov v Holandski dinastiji (ki so bili v resnici do leta 1101 znani kot grofje Frizije). Ko je leta 1299 Janez I. umrl brez otrok, je grofijo podedoval grof Janez II. Hainautski. V času Viljema V. (rodbina Wittelsbachi; 1354–1388) je bil Holandski grof tudi grof v Hainautu in Zeelandu.
Po poplavi sv. Lucije leta 1287 je bil osvojen del Frizije zahodno od poznejšega Zuiderzee, t.i. Zahodna Frizija. Zaradi tega se bo večina provincijskih institucij, vključujoč  Stanovi Holandije in Zahodne Frizije, še več kot stoletje kasneje sklicevala kot na enoto "Holandijo in Zahodno Frizijo". Vojne “trnkov in trsk” so se začele približno v tem času in končale, ko je bila grofica Holandije, Jakobina ali Jacqueline leta 1432 prisiljena prepustiti Holandijo Burgundcu  Filipu III., znanemu kot Filip Dobri.
Leta 1432 je Holandija postala del Burgundske Nizozemske in od leta 1477 habsburških Sedemnajst provinc. V 16. stoletju je grofija postala najbolj gosto urbanizirana regija v Evropi, večina prebivalstva je živela v mestih. Znotraj burgundske Nizozemske je bila Holandija prevladujoča provinca na severu; politični vpliv Holandije je v veliki meri določil obseg burgundske oblasti na tem območju. Zadnji grof Holandije je bil Filip III,, bolj znan kot Filip II., kralj Španije. Bil je odstavljen leta 1581 z Akt o neodvisnosti, čeprav je španski kralj še naprej nosil titularni naslov grofa Holandije vse do leta 1648, do podpisa Münsterskega miru.